# Canarium luzonicum
Canarium luzonicum, conosciuta anche come elemi, è una pianta appartenente alla famiglia delle Burseraceae, originaria delle Filippine.

## Descrizione

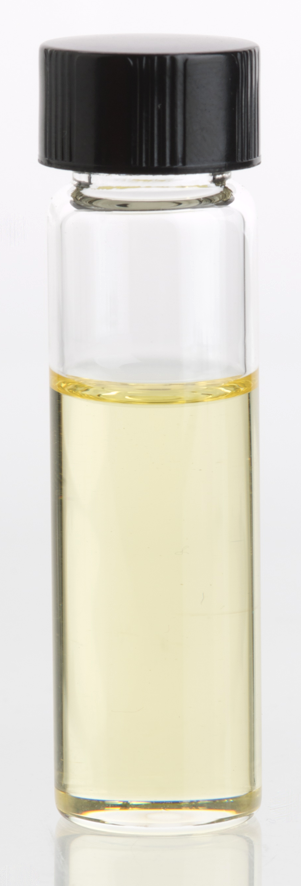
Olio essenziale di elemi

Canarium luzonicum è un albero sempreverde che cresce fino a 35 m di altezza e un diametro di 100 cm o più. I suoi rami lisci sono ricoperti di lenticelle e la corteccia dei rami contiene canali resiniferi.
Le foglie sono lisce, peduncolate e imparipennate, e sono costituite da tre a nove paia di foglioline. Le foglioline intere hanno una forma da ovata a allungata o ellittica e sono rette da un gambo corto. 
Canarium luzonicum è una pianta dioica. Le infiorescenze sono pannocchie riunite in grappoli in prossimità delle estremità dei rami. I rami principali sono riccamente fioriti nelle infiorescenze maschili, mentre quelle femminili portano fino a cinque fiori. 
I fiori sono radialsimmetrici, tripartiti, unisessuali e profumati e il loro colore varia dal verdastro al color crema.Le infruttescenze contengono da uno a cinque frutti.  I frutti sono drupe glabre, di colore blu-nero, con mesocarpo carnoso. Sono di forma ovoidale o ellissoidale, lungi circa 3-5 cm di larghi 1,5–2,5 cm. Il nocciolo, liscio e spigoloso, è costituito da tre camere di cui solitamente solo una (raramente due) contiene un solo seme e le altre sono ridotte, piccole e sterili. Il seme è privo di sostanze nutritive, ma i cotiledoni carnosi contengono olio.
Canarium luzonicum fiorisce principalmente in agosto e settembre. Il periodo di fioritura va da aprile a ottobre. La specie può fruttificare tra agosto a maggio, ma il picco di fruttificazione si verifica tra gennaio e febbraio.

## Distribuzione e habitat
Canarium luzonicum è endemico delle Filippine settentrionali e centrali., in particolare delle isole di Luzon, Alabat, Mindoro, Ticao, Masbate e Bohol.
La specie si trova nelle foreste pluviali tropicali vergini ad altitudini medio-basse.

## Usi
L'albero secerne una resina bianca e morbida, anch'essa nota come elemi, che si indurisce nell'aria e viene utilizzata come incenso. È una resina profumata con un forte aroma di pino e limone.
L'olio essenziale di elemi viene distillato in corrente di vapore dalla resina.  Uno dei componenti della resina è chiamato amirina.
I semi sono commestibili e da essi si può ottenere anche un olio vegetale. 
La polpa dei frutti si consuma cotta e da essa si può anche spremere un olio. Vengono mangiati anche i giovani germogli.